# Ulstein SX195
Ulstein SX195 bezeichnet eine aus bisher drei Einheiten bestehende Baureihe von Offshore-Service-Schiffen. Ein viertes Schiff des Typs ist im Bau.

## Geschichte
Der Schiffstyp wurde von Ulstein Design & Solutions als Transferschiff für Wartungsarbeiten in Offshore-Windparks entworfen. Die ersten drei Einheiten des Typs wurden bei der norwegischen Ulstein-Werft bestellt. Die Rümpfe der Schiffe entstanden bei der Crist-Werft in Polen, für die Ausrüstung und Erprobung war die Ulstein-Werft verantwortlich. Die Schiffe wurden für Acta Marine (zwei Einheiten) und BS Offshore (eine Einheit) gebaut. Eine vierte Einheit ist für Shanghai Electric auf der Werft Shanghai Zhenhua Heavy Industries in China im Bau.

## Beschreibung
Die Schiffe werden dieselelektrisch durch zwei Elektromotoren mit jeweils 1500 kW Leistung angetrieben. Die Motoren wirken auf zwei Propellergondeln am Heck. Zusätzlich stehen zwei unter dem Rumpf ausfahrbare Propellergondeln im Bugbereich der Schiffe zur Verfügung, die von jeweils einem Elektromotor mit 880 kW Leistung angetrieben werden. Weiterhin wurde ein mit 1040 kW Leistung angetriebenes Bugstrahlruder verbaut. Die Schiffe verfügen über ein System zur dynamischen Positionierung (DP 2).
Für die Stromerzeugung stehen vier von Caterpillar-Dieselmotoren des Typs 3512C angetriebene Generatoren zur Verfügung. Die Motoren verfügen über 2 × 1700 kW und 2 × 940 kW Leistung. Weiterhin wurde ein von einem Caterpillar-Dieselmotor des Typs C9.3 mit 200 kW Leistung angetriebener Notgenerator verbaut.
Die Schiffe verfügen über ein 500 m² großes Arbeitsdeck und sind mit einem Kran zum Bewegen von Lasten ausgestattet, der bis zu 20 t heben kann. An Bord können 24 20-Fuß-Container mitgeführt werden.
Die Schiffe sind im Vorschiffsbereich mit einem Hubschrauberlandedeck ausgestattet. Sie können etwa dreißig Tage auf See bleiben. An Bord können bis zu 120 Personen untergebracht werden. Für sie stehen 40 Einzel- und 40 Doppelkabinen zur Verfügung. Techniker für die Wartung der Offshore-Windkraftanlagen können mit Tochterbooten oder über eine hydraulisch stabilisierte Gangway zu den Landeplattformen der Türme gelangen, auf denen sich die Windkraftanlagen befinden. Auch der Transfer per Hubschrauber zu den Windkraftanlagen ist möglich.

## Schiffe
| Ulstein SX195      | Ulstein SX195                     | Ulstein SX195 | Ulstein SX195 | Ulstein SX195              |
| Bauname            | Bauwerft Baunummer                | IMO-Nr.       | Ablieferung   | Spätere Namen und Verbleib |
| ------------------ | --------------------------------- | ------------- | ------------- | -------------------------- |
| Acta Auriga        | Ulstein Verft 308                 | 9822815       | April 2018    | in Fahrt                   |
| Acta Centaurus     | Ulstein Verft 313                 | 9850355       | Mai 2019      | in Fahrt                   |
| Windea Jules Verne | Ulstein Verft 315                 | 9863584       | Juni 2020     | in Fahrt                   |
|                    | Shanghai Zhenhua Heavy Industries |               |               | im Bau                     |